# Colonnen
Colonnen, op. 262, är en vals av Johann Strauss den yngre. Den spelades första gången den 4 februari 1862 i Sofienbad-Saal i Wien. 

## Historia
Valsen var beställd och namngiven av juridikstudenterna vid Wiens universitet. Johann Strauss komponerade musiken och ledde själv framförandet vid studenternas karnevalsbal den 4 februari 1862 i Sofienbad-Saal. Titeln har alltsedan dess förbryllat omvärlden; det har aldrig kunnat klargöras vad studenterna menade med  'Colonnen'. Valsen blev emellertid mycket populär, även hos den ryska publiken då bröderna Johann och Josef Strauss spelade den i Pavlovsk samma år.

## Om valsen
Speltiden är ca 8 minuter och 45 sekunder plus minus några sekunder beroende på dirigentens musikaliska tolkning.

## Weblänkar
- Colonnen i Naxos-utgåvan.